# فرديناند لوي
فرديناند لوي (19 فبراير 1865-6 يناير 1925) كان قائد فرقة موسيقية نمساويًا.

## سيرة شخصية
ولد لوي في فيينا، النمسا، وتركزت حياته المهنية بشكل أساسي ميونيخ، ألمانيا. من عام 1896، قاد لوي أوركسترا كايم، أوركسترا ميونيخ اليوم، حيث عاد من عام 1908 إلى عام 1914. في عام 1900 أسس لوي وأدار حفل Wiener Concertvereinsorchester، وهو اليوم سمفونية فيينا. عمل أستاذا في معهد كونسرفتوار فيينا من عام 1884. انتخب مديرًا في عام 1919 وظل في الخدمة حتى عام 1922.